# Va'etchanan
Va'etchanan (ebraico: וָאֶתְחַנַּן — tradotto in italiano: “ed io supplicai”, incipit di questa parashah) è la 45ª porzione settimanale della Torah (ebr. פָּרָשָׁה – parashah o anche parsha/parscià) nel ciclo annuale ebraico di letture bibliche dal Pentateuco, seconda nel Libro del Deuteronomio. Rappresenta il passo Deuteronomio 3:23-7:11, che gli ebrei leggono generalmente alla fine di luglio o in agosto. La parashah viene sempre letta nello Shabbat Speciale Shabbat Nachamu, che cade subito dopo Tisha b'Av.
La parashah racconta come Mosè chiese di vedere la Terra d'Israele, esortò con perorazioni di ubbidire la Legge, raccontò la creazione delle "città del rifugio", recitò i Dieci Comandamenti e la Shema Israel, e fornì istruzioni agli Israeliti per conquistare la Terra.
Poiché la parashah descrive come gli Israeliti peccassero e vennero quindi banditi dalla Terra d'Israele, gli ebrei ne leggono una parte – Deuteronomio 4:25-40 – come lettura della Torah per il servizio liturgico mattutino (Shacharit) di Tisha b'Av, che commemora la distruzione sia del Primo Tempio che del Secondo Tempio di Gerusalemme.

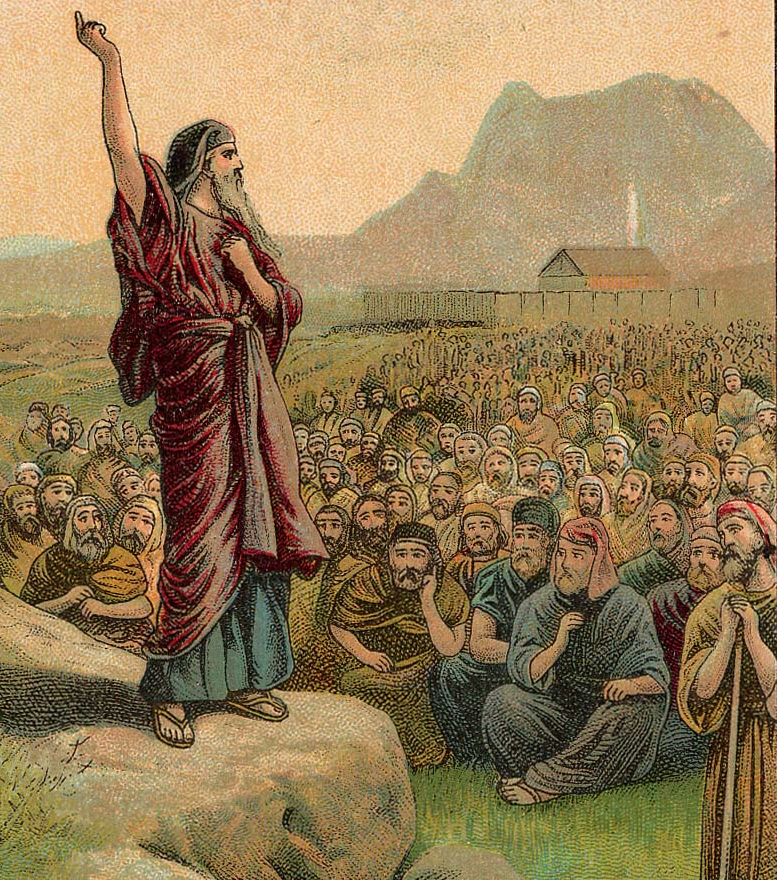
Mosè ammonisce Israele (illustrazione da figurina biblica pubblicata nel 1907 dalla Providence Lithograph Company)

### Testi
- Testo Masoretico e traduzione JPS 1917, su mechon-mamre.org.
- Parashah cantata, su bible.ort.org. URL consultato il 10 marzo 2013 (archiviato dall'url originale il 14 maggio 2011).
- Parashah in ebraico, su mechon-mamre.org.

### Commentari

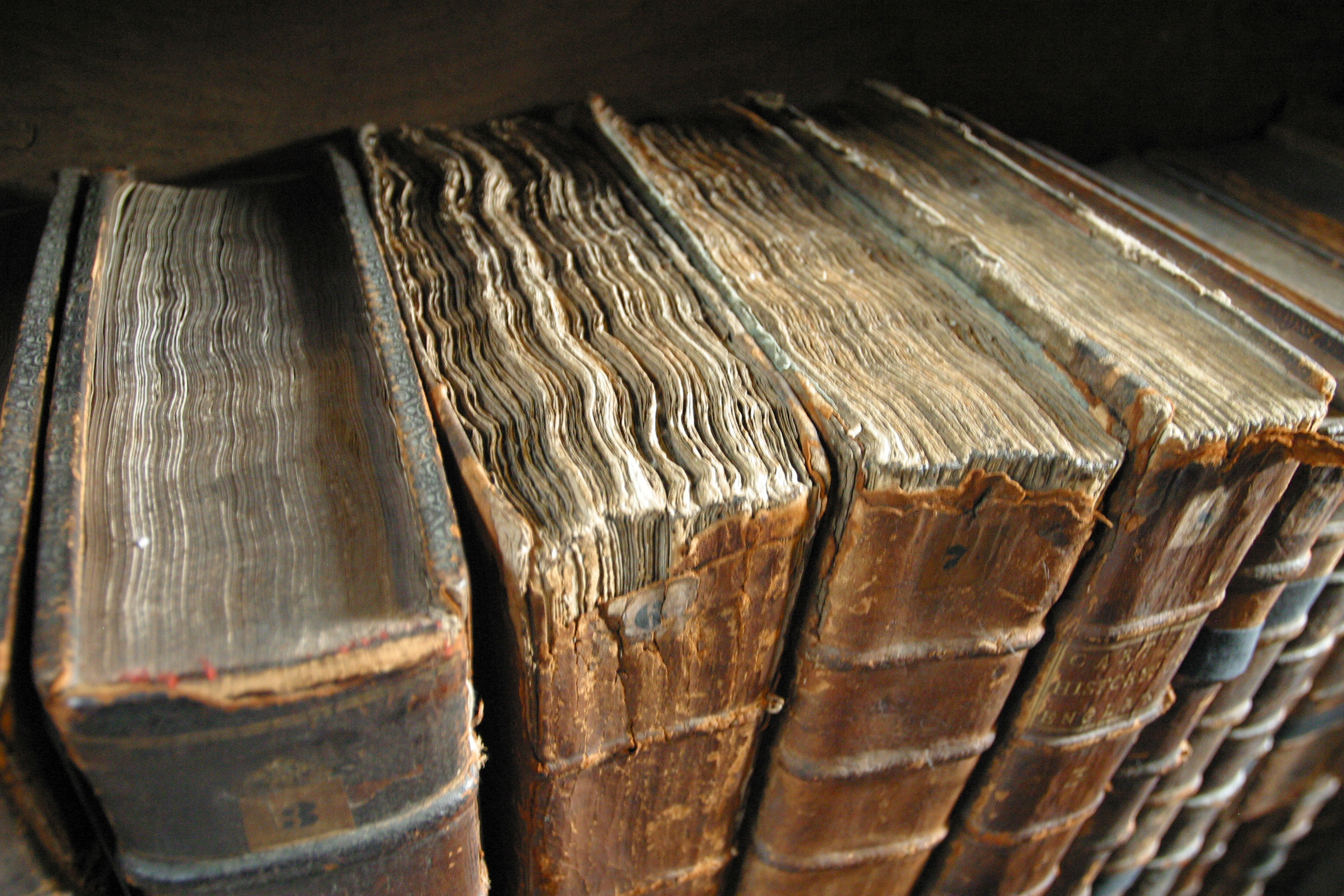

- Academy for Jewish Religion, New York, su ajrsem.org.
- Aish.com. URL consultato il 10 marzo 2013 (archiviato dall'url originale il 17 marzo 2013).
- American Jewish University, su judaism.ajula.edu (archiviato dall'url originale il 4 marzo 2012).
- Anshe Emes Synagogue, Los Angeles, su anshe.org. URL consultato il 10 marzo 2013 (archiviato dall'url originale il 1º novembre 2012).
- Bar-Ilan University, su biu.ac.il. URL consultato il 10 marzo 2013 (archiviato dall'url originale il 27 settembre 2012).
- Chabad.org.
- eparsha.com.
- G-dcast, su g-dcast.com. URL consultato il 10 marzo 2013 (archiviato dall'url originale il 20 marzo 2013).
- The Israel Koschitzky Virtual Beit Midrash, su vbm-torah.org. URL consultato il 10 marzo 2013 (archiviato dall'url originale il 3 settembre 2011).
- Jewish Agency for Israel, su jewishagency.org. URL consultato il 10 marzo 2013 (archiviato dall'url originale il 15 settembre 2012).
- Jewish Theological Seminary (XML), su jtsa.edu. URL consultato il 10 marzo 2013 (archiviato dall'url originale l'11 marzo 2013).
- Miriam Aflalo, su mishpacha.com. URL consultato il 10 marzo 2013 (archiviato dall'url originale il 6 aprile 2012).
- MyJewishLearning.com.
- Ohr Sameach, su ohr.edu.
- Orthodox Union, su ou.org.
- OzTorah, Torah from Australia, su oztorah.com.
- Oz Ve Shalom — Netivot Shalom, su netivot-shalom.org.il. URL consultato il 10 marzo 2013 (archiviato dall'url originale il 24 giugno 2010).
- Pardes from Jerusalem, su pardes.org.il. URL consultato il 10 marzo 2013 (archiviato dall'url originale il 14 marzo 2012).
- RabbiShimon.com. URL consultato il 10 marzo 2013 (archiviato dall'url originale il 27 febbraio 2019).
- Rabbi Shlomo Riskin, su ohrtorahstone.org.il. URL consultato il 10 marzo 2013 (archiviato dall'url originale il 21 agosto 2011).
- Rabbi Shmuel Herzfeld, su rabbishmuel.com. URL consultato il 10 marzo 2013 (archiviato dall'url originale l'11 marzo 2013).
- Reconstructionist Judaism, su www4.jrf.org. URL consultato il 10 marzo 2013 (archiviato dall'url originale il 16 febbraio 2006).
- Sephardic Institute, su judaicseminar.org.
- Shiur.com.
- 613.org Jewish Torah Audio, su 613.org. URL consultato il 10 marzo 2013 (archiviato dall'url originale il 27 settembre 2011).
- Tanach Study Center, su tanach.org.
- Torah from Dixie, su tfdixie.com. URL consultato il 10 marzo 2013 (archiviato dall'url originale il 7 novembre 2012).
- Torah.it, su archivio-torah.it.
- Torah.org.
- TorahVort.com.
- Union for Reform Judaism, su urj.org. URL consultato il 10 marzo 2013 (archiviato dall'url originale il 29 agosto 2008).
- United Hebrew Congregations of the Commonwealth, su chiefrabbi.org.
- What’s Bothering Rashi?, su shemayisrael.com.
- Yeshiva University, su yutorah.org. URL consultato il 10 marzo 2013 (archiviato dall'url originale il 18 dicembre 2019).
- Yeshivat Chovevei Torah, su yctorah.org.